# برج مغيزل

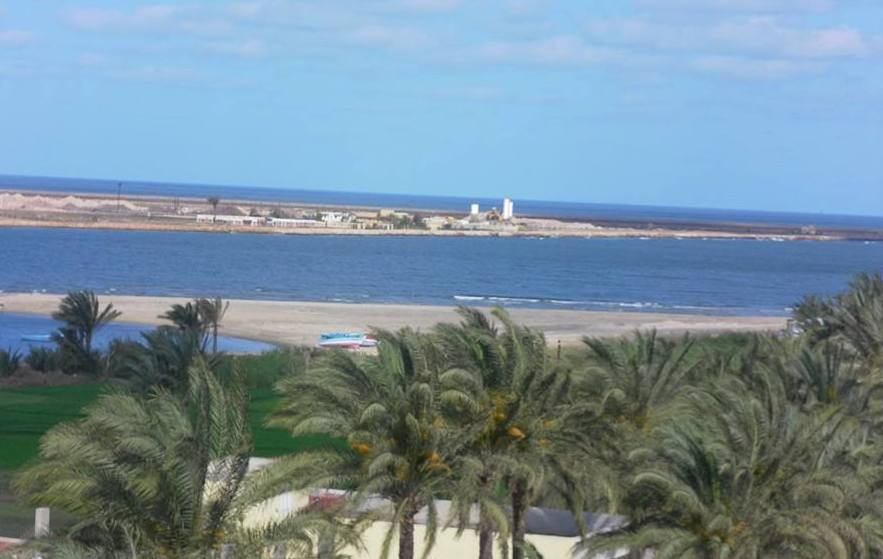
منظر طبيعي من القرية

قرية برج مغيزل هي إحدى القرى التابعة لمركز مطوبس في محافظة كفر الشيخ في جمهورية مصر العربية. حسب إحصاءات سنة 2006، بلغ إجمالي السكان في برج مغيزل 15160 نسمة، منهم 8046 رجل و7114 امرأة.

## تاريخ
أصل القرية كانت من عزب الجزيرة الخضراء، ثم فصلت عنها عام 1275 هـ/ 1841 م. وكانت القرية تابعة لمركز فوه منذ إنشاءه عام 1896، ولكنها ضُمَّت إلى مركز مطوبس بعد اقتطاعه من مركز فوه عندما أنشئ عام 1976.